# Robert Borg
Robert Borg (Manila, 27 de maio de 1913 -  Michigan, 5 de abril de 2005) foi um adestrador e oficial estadunidense. 

## Carreira
Robert Borg representou seu país nos Jogos Olímpicos de 1948, 1952 e 1956, na qual conquistou a medalha de prata no adestramento por equipes, em 1948. 